# Transeius tenuis
Transeius tenuis är en spindeldjursart som först beskrevs av Hirschmann 1962.  Transeius tenuis ingår i släktet Transeius och familjen Phytoseiidae. Inga underarter finns listade i Catalogue of Life.